# Comuna Dihtineț, Putila
Dihtineț (în ucraineană Дихтинець, transliterat: Dîhtîneț) este o comună în raionul Putila, regiunea Cernăuți, Ucraina, formată din satele Dihtineț (reședința), Dihtinețul Mic, Hreblîna și Zamoghila.

## Demografie
Componența lingvistică a comunei Dihtineț
     Ucraineană (99,76%)
     Alte limbi (0,24%)
Conform recensământului din 2001, majoritatea populației comunei Dihtineț era vorbitoare de ucraineană (99,76%), existând în minoritate și vorbitori de alte limbi.